# نپه زیر ده سراوند
نپه زیر ده سراوند مربوط به عصر آهن دو I- دوره ایلخانی است و در شهرستان دورود، بخش مرکزی، دهستان حشمت آباد، ضلع جنوبی روستای سراوند واقع شده و این اثر در تاریخ ۶ اسفند ۱۳۸۵ با شمارهٔ ثبت ۱۷۶۰۹ به‌عنوان یکی از آثار ملی ایران به ثبت رسیده است.